# Relations entre la Dominique et l'Inde
Les relations entre la Dominique et l'Inde sont les relations bilatérales du Commonwealth de Dominique et de la république de l'Inde. Le haut-commissariat de l'Inde à Port-d'Espagne, à Trinité-et-Tobago, est simultanément accrédité à la Dominique. Aucun des deux pays n'accueille une mission diplomatique résidente de l'autre.

## Histoire
La Dominique et l'Inde ont établi des relations diplomatiques en 1981.
Le ministère indien de la recherche et de l'éducation agricoles et la division de l'agriculture de la Dominique ont signé un protocole d'accord pour la coopération en matière d'éducation et de recherche dans le domaine de l'agriculture et les domaines connexes en octobre 2011. Certains médias dominicains et indiens ont rapporté en novembre 2011, que Dawood Ibrahim, le parrain du crime organisé indien, avait obtenu un passeport dominicain. Le 13 novembre 2011, le Premier ministre dominicain Roosevelt Skerrit a officiellement démenti ces rapports, déclarant que le gouvernement avait mené « une recherche approfondie sur la question et qu'il n'y avait aucune preuve pour étayer cette affirmatio ». Il a en outre accusé l'économiste dominicain Thompson Fontaine d'être à l'origine des faux rapports,.
Le Premier ministre dominicain Roosevelt Skerrit a effectué une visite privée en Inde du 22 au 26 février 2016. Il était l'invité principal de la 6e convocation de la Lovely Professional University (en) à Jalandhar. Au cours de la cérémonie, l'université a conféré à Skerrit son diplôme de docteur en lettres Honoris Causa,. Skerrit a visité le Temple d'Or à Amritsar le 22 février. Il a également assisté à plusieurs déjeuners et dîners organisés en son honneur par des membres de la communauté d'affaires indienne.

## Commerce
Le commerce bilatéral entre la Dominique et l'Inde s'est élevé à 1,57 million de dollars US en 2015-16. L'Inde a exporté pour 1,47 million de dollars de marchandises vers la Dominique, et en a importé pour 100 000 dollars. Les principales marchandises exportées par l'Inde vers la Dominique sont des produits pharmaceutiques, des bijoux, des vêtements prêt-à-porter, des textiles et des articles d'ameublement. Les principales marchandises importées par l'Inde de la Dominique sont des déchets de métaux et des articles en plastique.
La Gujarat Apollo Industries Company Ltd. a construit une usine de séparation de l'asphalte en Dominique.
La Dominique a créé une chambre de commerce indo-dominicaine en février 2016 dans le but de faciliter les échanges bilatéraux, le commerce, le tourisme et les relations industrielles,.